# Leichtathletik-Weltmeisterschaften 2023/Teilnehmer (Kirgisistan)
| Goldmedaillen | Silbermedaillen | Bronzemedaillen |
| ------------- | --------------- | --------------- |
| —             | —               | —               |

Der Leichtathletikverband von Kirgistan hat für die Leichtathletik-Weltmeisterschaften 2023 in Budapest zwei Athleten gemeldet.

## Ergebnisse

### Frauen

#### Laufdisziplinen
| Athlet             | Disziplin | Qualifikation | Qualifikation | Vorlauf | Vorlauf | Halbfinale | Halbfinale | Finale    | Finale |
| Athlet             | Disziplin | Zeit          | Platz         | Zeit    | Platz   | Zeit       | Platz      | Zeit      | Platz  |
| ------------------ | --------- | ------------- | ------------- | ------- | ------- | ---------- | ---------- | --------- | ------ |
| Gulshanoi Satorova | Marathon  | –             | –             | –       | –       | –          | –          | 2:35:06 h | 28     |

### Männer

#### Laufdisziplinen
| Athlet       | Disziplin | Qualifikation | Qualifikation | Vorlauf | Vorlauf | Halbfinale | Halbfinale | Finale | Finale |
| Athlet       | Disziplin | Zeit          | Platz         | Zeit    | Platz   | Zeit       | Platz      | Zeit   | Platz  |
| ------------ | --------- | ------------- | ------------- | ------- | ------- | ---------- | ---------- | ------ | ------ |
| Timur Isakov | 100 m     | 11,22 PB      | 17            | DNQ     | DNQ     | –          | –          | –      | –      |